# بيرثا فوستر
بيرثا فوستر (بالإنجليزية: Bertha Foster)‏ هي عازفة الأرغن وعازفة بيانو أمريكية، ولدت في 3 مايو 1881 في Marshfield, Indiana ‏ في الولايات المتحدة، وتوفيت في 29 فبراير 1968 في مقاطعة بروارد في الولايات المتحدة.